# Catedral del Apóstol Mateo
La Catedral del Apóstol Mateo en Washington D. C., también conocida como Catedral de Mateo, es la sede del Arquidiócesis de Washington. Está ubicado en el centro de Washington en Rhode Island Avenue NW 1725 entre Connecticut Avenue y 17th Street. La estación de Metrorail más cercana es Farragut North en la Línea Roja. La catedral está a siete cuadras al norte y dos cuadras al oeste de la Casa Blanca.

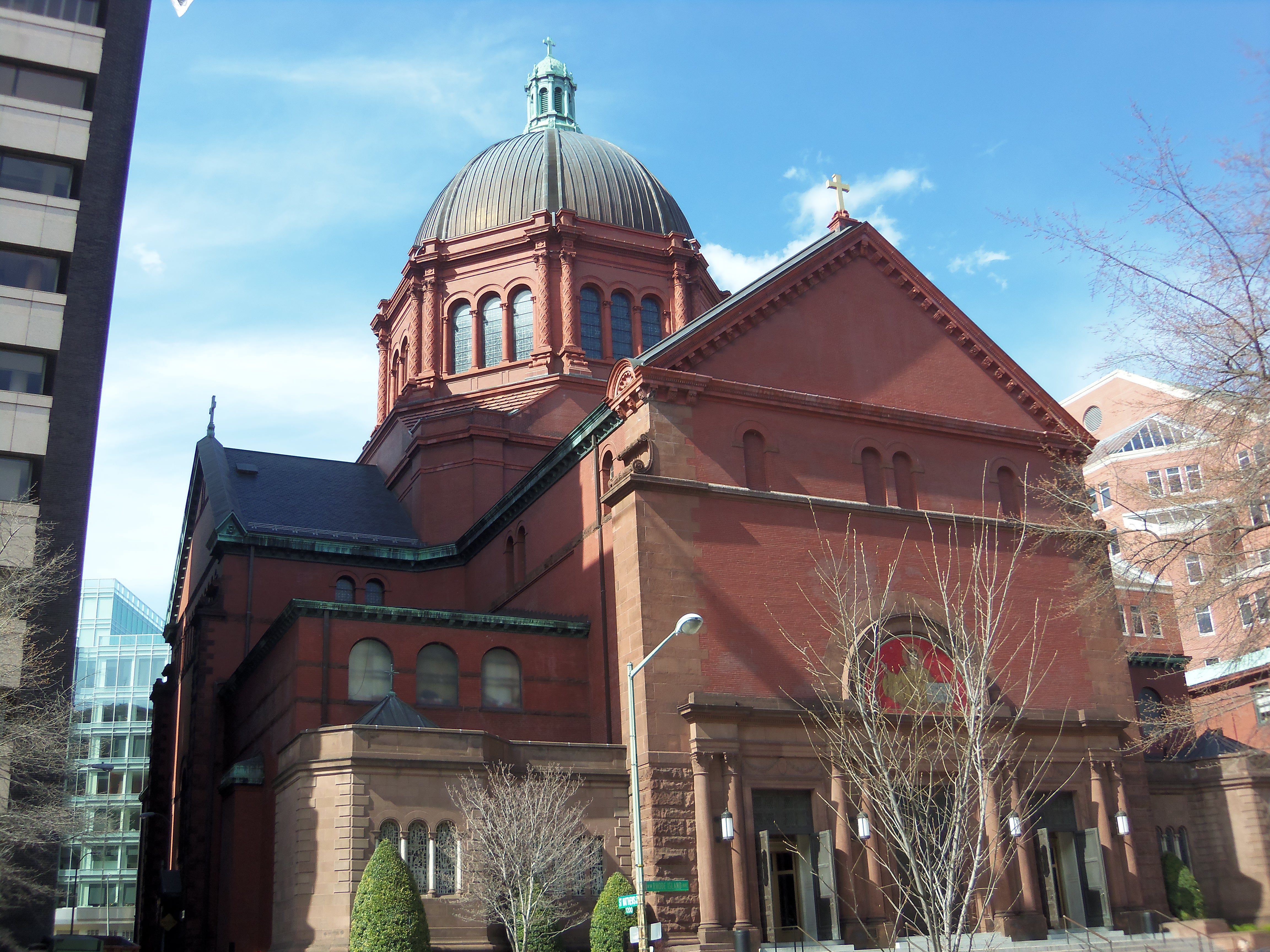
Catedral del Apóstol Mateo (2013)

Fue construido en 1913 con un estilo arquitectónico neobizantino. En 1974 se agregó al Registro Nacional de Lugares Históricos.
- Datos: Q109311351